# Marie Flyckt
För journalisten Marie J. Flyckt, se Marie Johansson Flyckt (född 1967)
Marie Susanne Flyckt, född 17 mars 1961 i Biskopsgårdens församling i Göteborgs och Bohus län, är en svensk kostymtecknare.
Marie Flyckt är sedan 1990-talet verksam som kostymtecknare och kostymör. Hon har varit knuten till produktionsbolaget MTV, Filmlance International AB och verkar numera vid Göteborgs Kostymförråd. Hon har arbetat med en rad filmer om Johan Falk, Irene Huss och Van Veeteren men också exempelvis Jönssonligan och Farsan. Vidare har hon anlitats för programmet Kär och galen. Hon nominerades till Robert Award for Best Costume Design 2008. Marie Flyckt är också verksam vid Filmarbetareutbildningen, där hon ingår i ledningsgruppen och är handledare.

## Filmografi

### Kostymör
- 1999 – Noll tolerans
- 2001 – Hem ljuva hem
- 2003 – Nu
- 2003 – Kontorstid
- 2003 – Den tredje vågen
- 2004 – Danslärarens återkomst
- 2005 – Percy, Buffalo Bill och jag
- 2005 – Van Veeteren – Münsters fall
- 2005 – Carambole
- 2005 – Van Veeteren - Borkmanns punkt
- 2006 – Van Veeteren - Svalan, katten, rosen, döden
- 2006 – När mörkret faller
- 2006 – Moreno & tystnaden
- 2006 – Van Veeteren - Fallet G
- 2007 – Tatuerad torso
- 2007 – Den man älskar
- 2007 – De glömda själarnas ö
- 2008 – Sten för sten
- 2008 – Irene Huss – nattrond
- 2008 – Irene Huss – Eldsdansen
- 2008 – Irene Huss – Den krossade tanghästen
- 2008 – Guldkalven
- 2008 – Glasdjävulen
- 2009 – Karaokekungen
- 2009 – Johan Falk – Vapenbröder
- 2009 – Johan Falk – Leo Gaut
- 2009 – Johan Falk - Operation Näktergal
- 2009 – Johan Falk – National Target
- 2009 – Johan Falk - De fredlösa
- 2010 – Till det som är vackert
- 2010 – Sebbe
- 2010 – Pax
- 2010 – Lyckliga jävel
- 2010 – Fyra år till
- 2010 – Farsan
- 2011 – Gynekologen i Askim
- 2011 – Den bästa utsikten
- 2011 – Att köpa en bil
- 2012 – Johan Falk: Spelets regler
- 2012 – Johan Falk: Organizatsija Karayan
- 2012 – Johan Falk: De 107 patrioterna
- 2012 – Johan Falk: Barninfiltratören
- 2012 – Johan Falk: Alla råns moder
- 2013 – Snabba cash - Livet deluxe
- 2013 – Johan Falk: Kodnamn Lisa
- 2013 – Mysteriet Ragnarök
- 2015 – Jönssonligan - Den perfekta stöten
- 2015 – Johan Falk: Ur askan i elden
- 2015 – Johan Falk: Tyst diplomati
- 2015 – Johan Falk: Slutet
- 2015 – Johan Falk: Lockdown
- 2015 – Johan Falk: Blodsdiamanter

### Kläder
- 2000 – Hassel – Förgörarna
- 2001 – Livvakterna
- 2001 – Leva livet
- 2002 – Gåvan
- 2002 – Den osynlige
- 2003 – Lejontämjaren
- 2003 – Den tredje vågen
- 2004 – Håkan Bråkan & Josef